# Капустяны (усадьба)
Капустин или Капустяны — бывшая дворянская усадьба в селе Капустяны Тростянецкого района Винницкой области Украины. Долгое время принадлежала семейству Потоцких.
Последними владельцами имения были Щенёвские (Szczeniowski), владевшие также Селищем близ Гнивани, а именно польский министр Игнаций Щенёвский (1853—1932). Господский дом построен в стиле английской готики. Автор проекта — киевский архитектор Александр Шилле.

Капустянский дворец

Дворцовая усадьба славилась своими буазери (настенными панелями), перенесенными в дворец из какой-то старой церкви. Гипсовые украшения дворца воспроизводили подобные из дворца Блуа. Мебель и оформление салонов были выполнены в стиле рококо. Декорирование главного салона и мебель стилизованы под XVIII век.
У главного салона находился зимний сад с мраморной статуей Щеньовской работы Эдварда Виттига. Во дворце имелась галерея семейных портретов. Щеньовские были неплохими хозяйственниками, в селе после них долгое время главной достопримечательностью оставался сахарный завод (1853). После национализации во дворце размещалась школа.